# Metabolisches Syndrom (Pferd)
Das equine metabolische Syndrom (EMS) ist eine Erkrankung des endokrinen Systems bei Pferden.

## Vorgeschichte
Das Syndrom betrifft vorwiegend leichtfuttrige Rassen (Ponyrassen, Spanische Mustangs, Morgans, Araber etc.). Die Tiere sind meist im Alter zwischen 6 und 25 Jahren.

## Symptome
Betroffene Pferde sind:
- oft äußerst fett,
- mit auffälligen Anhäufungen von Fett über den Augen der Tiere, im Mähnenkamm, am Rumpf, rund um den Schweifansatz und in unmittelbarer Nähe des Schlauches beim männlichen Pferd und des Euters bei Stuten

## Diagnostik
- Glukosetoleranztest
- Glukose
- Insulin
- Triglyzeride
- Fruktosamin
- Low dose Dexamethason-Suppressionstest (Cortisol) (Differentialdiagnose Equines Cushing-Syndrom)
- ACTH (Differentialdiagnose Equines Cushing-Syndrom)

Die Parameter Glukose, Triglyzeride, und Cortisol werden von den meisten Labors angeboten. Hier ist vor allem auf eine nicht allzu lange Transportzeit zu achten, da ansonsten Glukose abgebaut wird.
Komplizierter ist die Bestimmung der Werte ACTH und Insulin. Beim Insulin genügt es, wenn das Serum sofort abzentrifugiert wird und mit Kühlakkus gekühlt innerhalb weniger Stunden per Kurierdienst zur Untersuchung gelangt. Ist dies nicht gewährleistet, so muss das abzentrifugierte Serum – ebenso wie das abzentrifugierte Plasma zur ACTH-Bestimmung – bei -20 °C tiefgefroren verschickt werden.

## Klinisches Erscheinungsbild
- zumeist Übergewicht und/oder
- Fettdepots an bestimmten Stellen: vor dem Euter bzw. im Schlauchbereich, um die Schweifwurzel, am Mähnenkamm, über den Augen, Kruppe
- Anzeichen schleichender Rehe können vorhanden sein
- später klinisch manifeste Reheschübe
- vermehrter Appetit
- gelegentlich gesteigerter Durst und häufiges Harnlassen (Polydipsie, Polyurie)
- Lethargie

## Laborwerte
Sie sollten nach einer zwölfstündigen Fastenperiode erhoben werden. Die Normwerte sind teilweise laborabhängig.
- Insulin: (Norm = 70–140 pmol/l) ist erhöht: kann bei MS über 300 pmol/l ansteigen
- Glukose: (Norm = 55–95 mg/dl) ist zumeist leicht erhöht: liegt bei MS zumeist bei 110 – 140 mg/dl
- Triglyzeride: (Norm = unter 50 mg/dl) sind ebenfalls meist leicht erhöht: steigen auf über 50 mg/dl. Bedenklich wird es etwa ab 200 mg/dl (Hyperlipidämie)
- Cortisol: (Norm = 3–6,7 µg/dl) und ACTH (Norm = 20–50 pg/ml) sollten normal sein, können jedoch bei schmerzbedingten Stresssituationen (akute Hufrehe) leicht ansteigen und daher falsch positiv sein.
- Dexamethason-Suppressionstest: (Blutabnahme, 40 µg Dexamethason/kg Körpermasse intramuskulär, neuerliche Blutkontrollen nach 15 und 19 Stunden) dient dem Ausschluss des ECS: beim gesunden Pferd erfolgt Absinken des Cortisolwertes unter 1 µg/dl
- Schilddrüsenwerte: (Norm = 0,3–0,9 µg/l) und T 4 (Norm = 1,3–4,1 µg/dl) können fälschlicherweise zu niedrig sein („Euthyroid-Sick-Syndrom“), die Schilddrüse lässt sich jedoch mit einem TRH-Stimulationstest normal stimulieren.
- intravenöser Glukosetoleranztest: 0,5 g Glukose/kg Körpermasse wird in 50%iger Lösung rasch intravenös infundiert und der Blutzuckerspiegel in kurzen Abständen kontrolliert. Beim gesunden Pferd erfolgt eine Rückkehr in den Normbereich nach etwa ein bis zwei Stunden. Beim MS bleibt der Spiegel auch nach drei Stunden noch erhöht (Insulinresistenz).

## Diät
Als Diätmaßnahme werden Heu (vorzugsweise gewaschenes Heu) oder Heu und aufgeweichte unmelassierte Rübenschnitzel verfüttert. Das Alter oder Aussehen des Heus hat keinen Einfluss auf den Zuckergehalt und den damit verbundenen Energiegehalt. Das Pferd benötigt mindestens 1,5 % des Körpergewichtes als Minimum. Wenn das Pferd zu dick ist, bemisst sich die Menge nach dem Zielkörpergewicht. Das Heu sollte vor der Fütterung mindestens eine halbe Stunde gewässert werden, eine Stunde und warmes Wasser wären optimal. Wenn das Heu z. B. wegen Frost nicht gewässert werden kann, sollte ein Teil der Heuration durch unmelassierte Rübenschnitzel ersetzt werden.
Getreide oder Pellets, frisches Gras, Karotten oder Äpfel (da sie Zucker enthalten) und Mineral- und Vitamin-Zusatzfutter sollten vermieden werden.
Diese Diät ist ein Notfallprogramm; nach Auswertung der Heuanalyse sollte ein entsprechendes Vitamin-Mineralpräparat ausgewählt werden.